# William Monahan
William Monahan (Boston, 1960. november 3. –) Oscar-díjas amerikai forgatókönyvíró, író és korábbi újságíró.

## Fiatalkora és első munkái
Monahan Bostonban született, ír-amerikai családba, s katolikus nevelést kapott. A University of Massachusetts elvégzése után, ahol drámát tanult, s már diplomaszerzés előtt professzionális író és zenész volt, New Yorkba költözött, hogy újságírói, írói és kritikusi pályára lépjen. A New York Press számára számos szatirikus hangvételű cikkeket, a The New York Postban néhány kritikát írt, de dolgozott a Talk, a Maxim és Bookforum magazinoknak is. Emellett a Spy magazinnál szerkesztőként is közreműködött. 1997-ben Pushcart-díjat nyert egyik novellájáért. Miután a Spy megszűnt, Monahan a filmírásra kezdett koncentrálni, s megírta első regényét, a kritikusi elismerésben részesült Light House: A Trifle-t.

## Hollywoodi karrierje
1998-ban Hollywoodba ment, ahol a Warner Bros. megvette az írás megfilmesítési jogait, noha ekkor még csupán csak kézirat volt. A stúdió szerződést kötött vele az adaptálásról Gore Verbinski rendező számára. 2001-ben a 20th Century Fox megvásárolta Monahan Tripoli című szkriptjét, ami az USA és az észak-afrikai népek háborújáról szól; Ridley Scott neve merült fel rendezőként. Első filmformát öltött forgatókönyve a 2005-ös Mennyei királyság volt Scott rendezésében, a következő pedig A tégla 2006-ban, amiért Monahan elnyerte a legjobb adaptált forgatókönyvért járó Oscar-díjat és az Forgatókönyvírók Szövetsége díját, számos más elismerés mellett.
2008-ban újfent Ridley Scott rendezővel dolgozik együtt, a David Ignatius könyvéből készülő Body of Lies című filmen.

## Munkamódszere és magánélete
Monahan előnyben részesíti az egyedüli forgatókönyvírást a több szerző közreműködését is igénybe vevő ellenében. Eddig minden szkriptjét végigkövette a megfilmesülés útján. 2006-ban megalapította saját produkciós cégét, a Henceforth-ot, s szerződést kötött a Warner Bros.-szal. Jelenleg Massachusetts North Shore részén él feleségével és két gyermekével.

## Forgatókönyvei
- 2009. Blood Meridian
- 2009. Tripoli
- 2009. Wartime Lies
- 2009. Jurassic Park IV
- 2008. Hazugságok hálója (Body of Lies)
- 2006. A tégla (The Departed)
- 2005. Mennyei királyság (Kingdom of Heaven)